# Зименки (Богородский район)
Зименки — деревня в Богородском районе Нижегородской области. Входит в состав Каменского сельсовета.

## География
Находится в 25 км от Богородска и в 41 км от Нижнего Новгорода.

## История
В «Списке населённых мест» Нижегородской губернии по данным за 1859 год значится как владельческая деревня Зименки дальние при речке Ункоре в 40 верстах от Нижнего Новгорода. В деревне насчитывалось 27 дворов и проживало 218 человек (107 мужчин и 111 женщин).

## Население
| 1999 | 2002 | 2010 |
| ---- | ---- | ---- |
| 80   | ↘62  | ↘50  |

Национальный состав
Согласно результатам переписи 2002 года, в национальной структуре населения русские составляли 95 % из 62 человек.